# Obernesselbach
Obernesselbach (fränkisch: Ejba-nässlbach) ist ein Gemeindeteil der Kreisstadt Neustadt an der Aisch im Landkreis Neustadt an der Aisch-Bad Windsheim (Mittelfranken, Bayern). Die Gemarkung Obernesselbach hat eine Fläche von 5,688 km². Sie ist in 515 Flurstücke aufgeteilt, die eine durchschnittliche Fläche von 11044,74 m² haben.

## Geografie
Unmittelbar nördlich des Dorfes fließt der Nesselbach und südlich der Schachengraben, der weiter östlich als rechter Zufluss in den Nesselbach mündet. 0,25 km westlich des Ortes erhebt sich der Bernhardsbühl (338 m ü. NHN), 0,5 km südlich der Ellerberg (335 m ü. NHN) und 1 km südöstlich der Eulenberg (421 m ü. NHN). Der Ort ist von Flurgebieten umgeben: 0,25 km nordwestlich Hundsruck, 0,5 km nordöstlich Kraftsleiten, 0,5 km östlich Alte Gasse, 0,75 km südwestlich Griesfeld, 1 km westlich Aufeld. Das Güterholz liegt 0,75 km nördlich, der Güterwald 1,5 km westlich.
Die Kreisstraße NEA 6 verläuft nach Unternesselbach (1,5 km östlich) bzw. nach Rehhof (3,2 km westlich). Eine Gemeindeverbindungsstraße verläuft nach Hausenhof (1,2 km südlich).

## Geschichte
Obernesselbach ist eine Ausgründung des seit 881 als „Nezzilbach“ urkundlich belegten (Unter-)Nesselbach. 1300 wurde es als „inferiorem villam Nezzelbach“ erstmals eindeutig zuordenbar urkundlich erwähnt. Das Bestimmungswort des ursprünglichen Gewässernamens ist die Nessel.
Als die Obernesselbacher 1602 einen Maibaum aufstellten, duldete dies der Kastner von Neustadt nicht, da er den Vorgang als Wahrzeichen der „Dorffsgerechtigkeit“ ansah.
Gegen Ende des 18. Jahrhunderts gab es in Obernesselbach 28 Anwesen. Das Hochgericht übte das brandenburg-bayreuthische Vogtamt Lenkersheim aus. Die Dorf- und Gemeindeherrschaft hatte das Kastenamt Ipsheim. Grundherren waren das Kastenamt Ipsheim (20 Anwesen: 1 Hof, 17 Güter, 1 Gütlein, 1 Haus), das Spital Neustadt an der Aisch (3 Häckersgüter), die Pfarrei Neustadt (2 Häckersgüter), die Herrschaft Sugenheim (1 Sölde) und das Rittergut Ullstadt (1 Gut, 1 Gütlein).
Im Geographischen statistisch-topographischen Lexikon von Franken (1801) wird der Ort folgendermaßen beschrieben:

„Ober-Nesselbach, Bayreuthisches Dorf im Amte Neustadt, eine Stunde von Schauerheim, wurde mittelst eines 1365 zwischen Andreas Ringsmaul und Burggraf Friedrich IV. zu Nürnberg getroffenen Kaufes diesem übergeben.“

Von 1797 bis 1810 unterstand der Ort dem Justizamt Külsheim und Kammeramt Ipsheim. 1810 kam Obernesselbach an das Königreich Bayern. Im Rahmen des Gemeindeedikts wurde es dem 1811 gebildeten Steuerdistrikt Altheim und dem 1817 gebildeten Ruralgemeinde Altheim zugeordnet. Mit dem Zweiten Gemeindeedikt (1818) entstand die Ruralgemeinde Unternesselbach. Diese war in Verwaltung und Gerichtsbarkeit dem Landgericht Windsheim zugeordnet und in der Finanzverwaltung dem Rentamt Ipsheim. Die freiwillige Gerichtsbarkeit und die Polizei für ein Anwesen hatte jedoch bis 1848 das Patrimonialgericht Ullstadt inne, für ein weiteres das Patrimonialgericht Sugenheim. Ab 1862 gehörte Obernesselbach zum Bezirksamt Uffenheim (1939 in Landkreis Uffenheim umbenannt) und ab 1856 zum Rentamt Windsheim (1919 in Finanzamt Windsheim umbenannt, seit 1972 Finanzamt Uffenheim). Die Gerichtsbarkeit blieb beim Landgericht Windsheim (1879 in Amtsgericht Windsheim umbenannt), seit 1973 ist das Amtsgericht Neustadt an der Aisch zuständig. Die Gemeinde hatte 1964 eine Gebietsfläche von 5,707 km².
Am 1. Juli 1972 wurde Obernesselbach im Zuge der Gebietsreform in Bayern nach Unternesselbach eingemeindet. Am 1. Januar 1980 wurde schließlich die Gemeinde Unternesselbach nach Neustadt eingegliedert.

### Baudenkmäler
In Obernesselbach gibt es vier Baudenkmäler:
- Haus Nr. 7: Wohnhaus eines Dreiseithofs
- Haus Nr. 25: Wohnstallhaus
- Haus Nr. 36a: Bauernhaus
- Haus Nr. 38: Bauernhaus

### Bodendenkmäler
In der Gemarkung Obernesselbach gibt es zwei Bodendenkmäler.

### Einwohnerentwicklung
| Jahr      | 1818   | 1840   | 1852   | 1855   | 1861   | 1867   | 1871   | 1875   | 1880   | 1885   | 1890   | 1895   | 1900   | 1905   | 1910   | 1919   | 1925   | 1933   | 1939   | 1946   | 1950   | 1952   | 1961   | 1970   | 1987   | 2019  |
| Einwohner | 208    | 208    | 248    | 239    | 229    | 231    | 231    | 212    | 246    | 247    | 238    | 229    | 212    | 213    | 198    | 225    | 193    | 189    | 170    | 221    | 232    | 217    | 200    | 181    | 194    | 168   |
| Häuser    | 32     | 39     |        |        |        |        | 39     |        |        | 40     | 41     |        | 43     |        |        |        | 41     |        |        |        | 43     |        | 41     |        | 48     |       |
| Quelle    | [ 21 ] | [ 22 ] | [ 23 ] | [ 23 ] | [ 24 ] | [ 25 ] | [ 26 ] | [ 27 ] | [ 28 ] | [ 29 ] | [ 30 ] | [ 23 ] | [ 31 ] | [ 23 ] | [ 32 ] | [ 23 ] | [ 33 ] | [ 23 ] | [ 23 ] | [ 23 ] | [ 34 ] | [ 23 ] | [ 15 ] | [ 35 ] | [ 36 ] | [ 2 ] |

## Religion
Der Ort ist seit der Reformation evangelisch-lutherisch geprägt und bis heute nach St.-Bartholomäus (Unternesselbach) gepfarrt. Die Katholiken sind nach Mariä Himmelfahrt (Ullstadt) gepfarrt.

## Sonstiges
Nordwestlich des Ortes liegt ein heute aufgelassener Steinbruch. ▼ Dort wurde bis ca. 1960 der grünliche Nesselbacher Sandstein abgebaut. Er wurde als Baumaterial oder für Schleifsteine verwendet.